# Wladimir Georgiew (Linguist)
Wladimir Iwanow Georgiew (bulgarisch Владимир Иванов Георгиев; wissenschaftliche Transliteration Vladimir Ivanov Georgiev; * 3. Februarjul. / 16. Februar 1908greg. in Gabare, Oblast Wraza, Bulgarien; † 14. Juni 1986) war ein bulgarischer Linguist.
Er wurde an der Universität Wien promoviert. Danach wurde Georgiev Professor für Sprachwissenschaft an der Universität Sofia. Er erhielt je einen Dr. h. c. von der Humboldt-Universität zu Berlin und der Karls-Universität Prag.
Er war Mitglied in verschiedenen Institutionen, unter anderem der Bulgarischen Akademie der Wissenschaften, korrespondierendes Mitglied der Académie des Inscriptions et Belles-Lettres, der Königlichen Akademie von Belgien, der Finnischen Akademie der Wissenschaften und der Akademie von Athen. Er veröffentlichte eine Reihe Bücher, insbesondere über grundlegende Probleme in der historischen Linguistik.